# Goya Jaekel
Goya Jaekel (* 25. Oktober 1974) ist ein ehemaliger deutscher Fußballspieler.

## Werdegang
In der Jugend spielte Jaekel für die Berliner Vereine BFC Viktoria 1889, BFC Preussen und Hertha BSC. Im Sommer 1991 stand er im Aufgebot der deutschen U17-Nationalmannschaft und nahm mit dieser an der Weltmeisterschaft teil. Jaekel wurde in drei WM-Spielen eingesetzt. Für Hertha BSC bestritt er zwei Einsätze in der 2. Fußball-Bundesliga. 1995 verließ er Berlin und schloss sich dem Regionalligisten Kickers Emden an. Der 1,88 Meter große Stürmer blieb bis 1997 bei den Niedersachsen. Zur Saison 1997/98 wechselte Jaekel zum SC Verl (ebenfalls Regionalliga).
Jaekel ging nach Berlin zurück und spielte in den folgenden Jahren für mehrere Vereine im Amateurbereich: Tennis Borussia Berlin, Tasmania Berlin, VfB Concordia Britz und den BFC Viktoria 1889. 2008 wechselte er zu den Prignitzer Kuckuck Kickers.
Als Trainer brachte sich Jaekel unter anderem in die Arbeit des 1. Traber FC Mariendorf ein.